# 호감섬
호감섬은 전라남도 신안군 증도면에 있는 섬이다. 특정도서로 지정하여 관리되고 있다.

## 특정도서
호감섬은 해식애, 해식노치, 시스택이 형성되어 있고, 관목층에 자금우가 다수 서식하고 있으며, 해송 생육상태가 양호하고, 멸종위기동물인 구렁이가 서식하여 독도 등 도서지역의 생태계보전에 관한 특별법에 의거 특정도서로 지정되었다.
- 지정번호 : 제101호
- 면적 : 19934m2
- 지번 : 전라남도 신안군 증도면 방축리 산332